# Forcipomyia bituberculifera
Forcipomyia bituberculifera är en tvåvingeart som beskrevs av Tokunaga 1959. Forcipomyia bituberculifera ingår i släktet Forcipomyia och familjen svidknott. Inga underarter finns listade i Catalogue of Life.